# 박물관

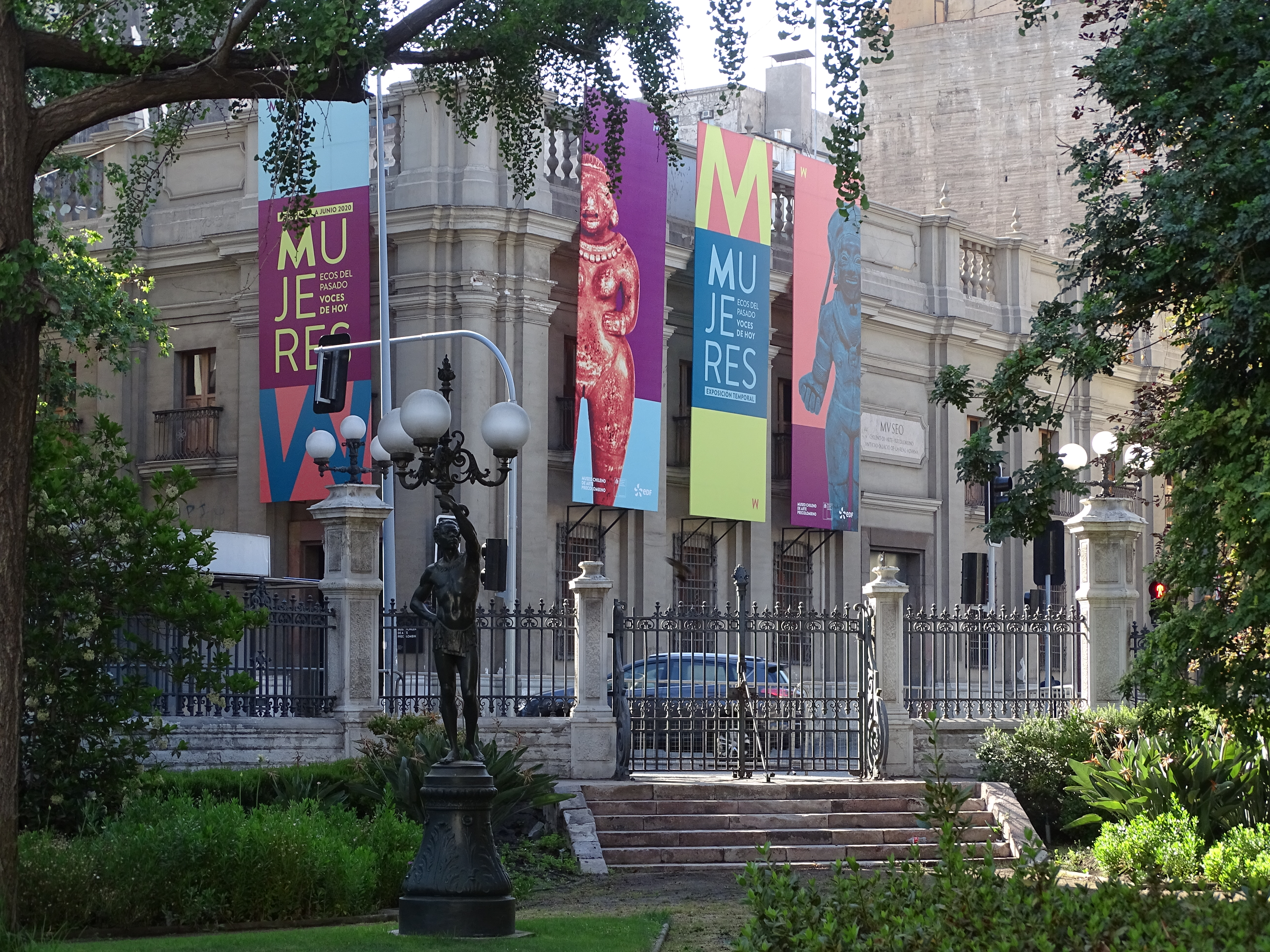
칠레 산티아고의 박물관

박물관(博物館, 영어: museum)은 미술, 문화, 역사, 과학 등 다양한 분야의 학술적 자료를 수집, 보존, 연구하고 대중에 전시하는 기관이다. 박물관은 인류에 의해 생산된 유무형의 문화유산과 자연유산 중 중요한 자료나 물품을 수집하고 보관하며, 물품들을 일반인들에게 공개하는 역할을 한다. 박물관은 전 세계에 고르게 분포되어 있으며, 대개 큰 박물관은 수도나 유명한 도시에 위치하고 있다. 대개 박물관은 어린이, 성인 등 일반인들에게 다양한 행사 및 체험을 제공하는데, 특정한 주제의 강의나, 지역 문화 전시회나, 영화 및 공연을 주최한다. 또한, 현대 박물관학의 흐름은 주제를 넓히고 인터넷을 통한 가상박물관을 개설하고, 일반인들의 참여를 확대하는 것 등이 있다.
박물관은 일정한 요금을 요하는 곳도 있고, 무료 관람이 가능한 곳도 있다. 또, 어떤 박물관은 특정한 날이나 요일에 무료 관람을 허가한다. 박물관은 보통 수익을 요구하거나, 일반인들을 상대로 전시물을 판매하지 않는다. 오늘날 박물관은 사람들에게 다량의 정보를 제공하고 문화 유산과 자연 유산을 미래에 전승하는 매우 중요한 역할을 하고 있다.
전 세계 202개국에 55,000개가 넘는 박물관이 있으며, 대표적인 박물관으로는 프랑스에 있는 루브르박물관과 오르세박물관, 영국에 있는 대영박물관, 미국 뉴욕에 있는 메트로폴리탄미술관 등이 있다. 대한민국에서는 국립중앙박물관이 널리 알려져 있다.

## 정의
박물관의 정의는 다음과 같다.
- 국제 박물관 협회의 정의

지식의 증대, 문화재와 자연재의 보호교육, 그리고 문화의 발전을 목적으로 자연계와 인류의 대표적 유산을 수집, 보존, 전달 및 전시를 하는 사회적 기관이다.
- 영국박물관 협회에서의 정의

박물관은 대중의 이익을 위해 물적 증거와 관련 정보를 수집, 문서화, 보존, 전시, 교육(해석)하는 기관이다.
- 미국박물관 협회에서의 정의

예술적, 과학적, 역사적, 기술적인 재료를 포함한 교육적이고 문화적 가치를 지닌 유물과 표본물을 소장하며, 단순히 일회적인 전시회를 열기 위한 목적이 아닌, 대중에게 교훈과 즐거움을 주기 위한 목적으로, 이를 유지하고 보존하며 연구, 해석 정리하고 전시하는, 공익에 의해 운영되고 대중에게 개방된 연방정부와 주정부의 조세감면 혜택을 받는 비영리적이고 항구적인 기관이다.
- 박물관 및 미술관 진흥법에서의 정의 (제 2조 정의)

'박물관'이라 함은 문화, 예술, 학문의 발전과 일반 공중의 문화 향수 증진에 이바지 하기 위하여 역사, 고고, 인류, 민속, 예술, 동물, 식물, 광물, 과학, 기술, 산업 등에 관한 자료를 수집, 관리, 보존, 조사, 연구, 전시하는 시설을 말한다.

## 유형
박물관을 나누는 기준은 여러가지가 있으며, 대표적으로 설립 기관에 따른 분류와 전시 주제에 따른 분류가 있다.

### 설립 기관에 따른 분류
국가가 설립한 국립 박물관과 지방자치단체가 설립한 공립 박물관, 개인이나 기업에서 설립한 사립 박물관과 대학에서 운영하는 대학 박물관 등이 있다.

### 전시 주제에 따른 분류
특정한 주제를 가지지 않고 문화재나 유물을 종합적으로 수집하고 관리하는 종합박물관과 특정한 주제를 가지고 전문적으로 수집하고 관리하는 전문박물관이 있다. 전문박물관에는 과학박물관, 기념박물관, 미술박물관, 역사박물관 등이 있다.
| 종합 박물관 |               |               |                                                                                  |
| 전문 박물관 | 인문계 박물관 | 고고학 박물관 |                                                                                  |
| 전문 박물관 | 인문계 박물관 | 미술 박물관   | 공예, 회화, 조각, 서예 등                                                        |
| 전문 박물관 | 인문계 박물관 | 민속 박물관   | 무속박물관, 옹기박물관 등                                                        |
| 전문 박물관 | 인문계 박물관 | 역사 박물관   | 자기박물관, 도자박물관 등                                                        |
| 전문 박물관 | 인문계 박물관 | 종교 박물관   | 불교박물관, 성서유물박물관 등                                                    |
| 전문 박물관 | 인문계 박물관 | 민족학 박물관 |                                                                                  |
| 전문 박물관 | 인문계 박물관 | 교육 박물관   | 제주 교육박물관, 한밭 교육박물관 등                                              |
| 전문 박물관 | 자연계 박물관 | 자연사 박물관 | 천체, 지구, 지질, 동물, 식물, 해양, 환경, 공룡, 화석 등                          |
| 전문 박물관 | 자연계 박물관 | 지질학 박물관 |                                                                                  |
| 전문 박물관 | 자연계 박물관 | 과학 박물관   | 의학 박물관 등                                                                   |
| 전문 박물관 | 자연계 박물관 | 산업 박물관   | 축음기 박물관, 교통박물관, 자동차박물관, 농업박물관, 고인쇄박물관, 항공박물관 등 |
| 전문 박물관 | 자연계 박물관 | 군사 박물관   | 전쟁기념관, 육사박물관 등                                                        |

### 봉사대상에 의한 분류
어린이 박물관과 장애인 박물관이 여기에 포함된다. 이 둘은 봉사 대상과 시설에 의하면 특수 박물관에 포함되지만, 전시 주제에 따른 분류에 의하면 경우에 따라서는 전문 박물관에 포함되기도 한다.

### 전시방법에 의한 분류
- 전통박물관 : 실내전시형
- 야외전시박물관 : 실외전시형
- 사이버박물관

## 형성과 발전

### 서구의 박물관

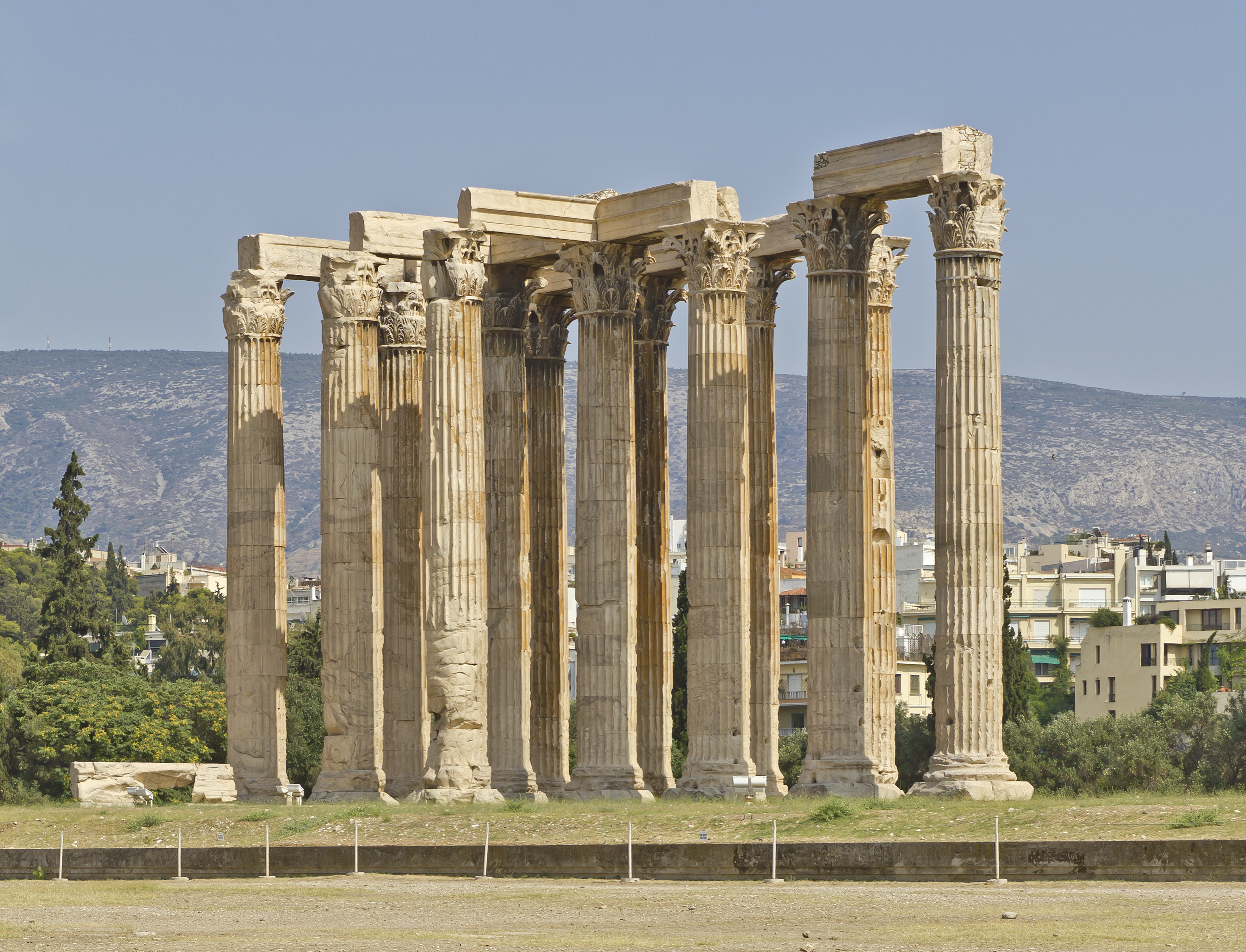
제우스 신전

#### 뮤제이옹
고대 그리스의 뮤제이옹(museion)은 '뮤즈에게 헌납된 사원(the house of muse)'를 의미하며 현재 '박물관(museum)'이라는 용어의 유래이다. 뮤제이옹은 그리스 신화에 나오는 제우스의 아홉 여신들의 '뮤즈의 신전', '명상의 장소', '진리를 탐구하는 시설' 등을 의미하였으며 여기서는 회화, 조각 등의 조형예술과 역사와 철학의 학문적 성과, 보물 등을 제례에 봉헌하고 이를 보관하는 보고역할을 했다. 이밖에도 다양한 공연 예술이 펼쳐지는 일종의 복합 문화공간 같은 기능을 수행하였다.

#### 고대 박물관
기원전 284C 무렵 지어진 알렉산드리아 뮤제이옹(Museion of Alexandria)는 박물관의 고전적인 기능을 처음으로 갖추었다고 추정된다. 이곳은 알렉산드리아의 원정 이후 이집트의 왕 프톨레마이오스 필라델푸스 왕이 부왕인 프톨레마이오스 소테르의 유언에 따라 조성한 것으로, 부왕이 사용하던 물건과 예술품을 보관하였다고 한다. 후일에는 신전으로 이용되거나 학자들이 문예와 철학을 연구하는 장소가 되었다.
고대 그리스에서는 이미 다른 여러 교육 기관들이 무세이온으로 불리고 있었는데, 이들은 연구소나 학교의 성격이 강했으며 플라톤의 '아카데미'와 아리스토텔레스의 '리시움'이 그 대표적인 예다. 무세이온과 같은 공공장소에 전리품 및 역사적 사건이나 일상에 대한 그림을 전시하였는데 이를 박물관의 원형이라고 할 수 있다. 박물관의 핵심 기능 중 하나인 전시 행위는 궁극적으로 자연활동이나 인간 문화에 관한 정보를 제공하기 때문인데 따라서 '교육적 기능'이 수반된다. 따라서 그리스의 무세이온과 같이 전시기능을 가진 고대의 기관들은 박물관과 유사한 교육적 기능을 수행할 수 있다고 볼 수 있다.
알렉산드리아 대왕의 사후 지속된 헬레니즘 시대에 이르러 미술품의 수집과 예술에 대한 관심이 높아졌으며 이는 이후 로마시대에 이르러 세속적인 관심으로 이어져 복제품이 생겨나게 되었다. 로마 군사들이 정복한 지역의 전리품과 미술품 등을 수집하여 가정에서 진열하게 됨으로써 사립박물관이 생겨나기 시작했다. 로마의 폼페이우스나 율리우스 카이사르가 자신의 신전을 공개하기도 했다. 로마인들은 '뮤지움(museum)' 이란 단어를 진리를 탐구하는 토론장소라는 의미로 사용하였다.

#### 중세 박물관
중세 유럽에서는 종교시설이 어느 정도의 박물관 기능을 수행한 것으로 추정된다. 주로 교회에서 일련의 성서 유물을 중심으로 수집하였으며, 귀족이나 부호의 후원으로 수집되었다.  일부 교회와 수도원의 수집품은 바티칸 박물관가 같이 현대적인 박물관으로 발전하기도 하였다. 그러나 사유재산에서의 출발로 인해 수집기능은 있었으나 고전적인 박물관의 기능은 없었으며 흥미 위주의 전시를 하고 고가의 입장료를 징수하는 등의 폐단이 존재하였다.

#### 르네상스시대의 박물관
르네상스 시대에는 학술적인 사상에 영향을 받아 수집된 유물의 내용과 유형에 변화가 생겼다. 15세기 콜럼버스의 아메리카 대륙발견 이후 세계각지로부터 희귀한 물품들이 유럽으로 반입되었으며 서구의 귀족들과 부호들은 이러한 물품을 수집하여 개인 소장품을 만들었다. 이러한 소장품들은 보통 저택 내부에 마련된 전시실에 진열되었으며 이를 '경이로운 방'이라고 불렸다.

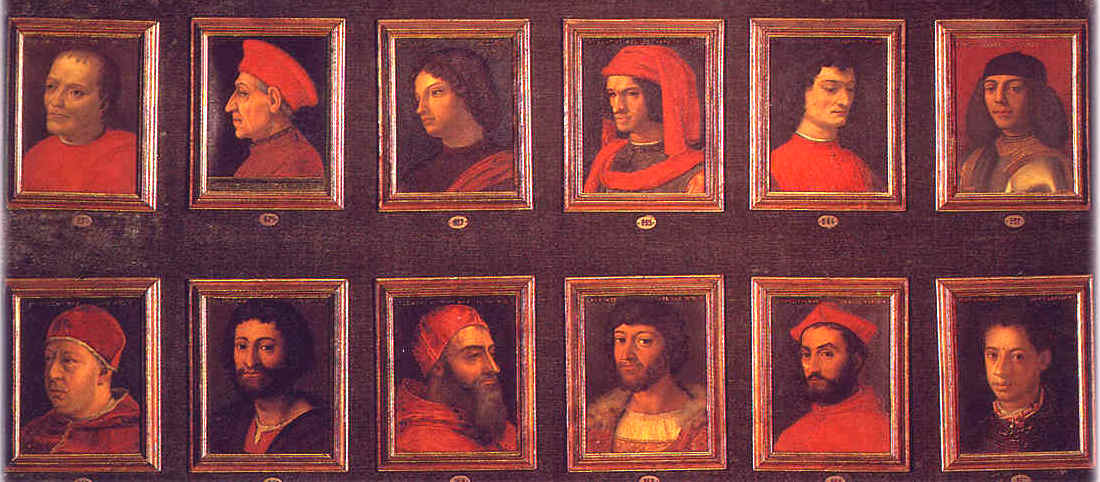
메디치가

이 시기 미술과 작가에 대한 후원이 가장 두드러졌는데 특히 메디치(Medico)가의 후원자 역할은 박물관의 형성에 큰 영향을 주었다. 귀족들은 예술작업에 대한 후원을 아끼지 않았으며, 자신의 취향에 맞는 작가를 선정하여 자신의 정치적 선전을 위해 그림을 그리게 하고, 거장의 작품들을 모으기도 하였다. 미술가들의 사회적 지위가 높아졌으며 소장품을 관리하기 위한 박물관을 짓고 미술가를 초빙하여 조언을 받기도 하였다. 이러한 과정에서 박물관 경영에 대한 전문적 지식과 실무경험이 필요하다는 사실을 인식하게 되었다. 이와 반대로 수집에 대한 열망이 과열되면서 로마 인근지역을 대대적으로 발굴하는 등 문화재를 훼손하는 일도 발생했다. 당시 박물관의 관람객은 일부 귀족과 특정계층에 한정되었다는 한계를 지니고 있다. 이 시대에 이르러 '박물관(museum)'이라는 용어가 사용되었는데 이 용어는 코시모 디 메디치(Cosimo de Medici)의 손자인 로렌조 메디치(Lorenzo de Medici)가 처음으로 사용하였다.

#### 근대 공공 박물관[5]
근대에 이르러 박물관은 공공 박물관의 형식으로 변화하였으며 일반 대중들의 관심도 증가 하였다. 궁정, 귀족들이 근대적 시민혁명을 거치며 자신의 의도에 따라 소장품을 개방하거나 개인, 국가, 공공단체들이 공익을 위한다는 의도로 수집을 했던 시점이었다. 공공 박물관은 국가나 공공단체가 설립, 운영 주체가 되었다는 사실 뿐만아니라 일반 대중에게 박물관을 공개하고 그들을 위한 프로그램을 개발했다는 것을 의미한다. 그러나 공공 박물관의 설립이 시민의 취향을 존중하기보다는 기업홍보와 조세감면 혜택, 정치적, 과시적 목적으로 설립되었다는 비판이 존재하였다.

#### 현대의 박물관[5]

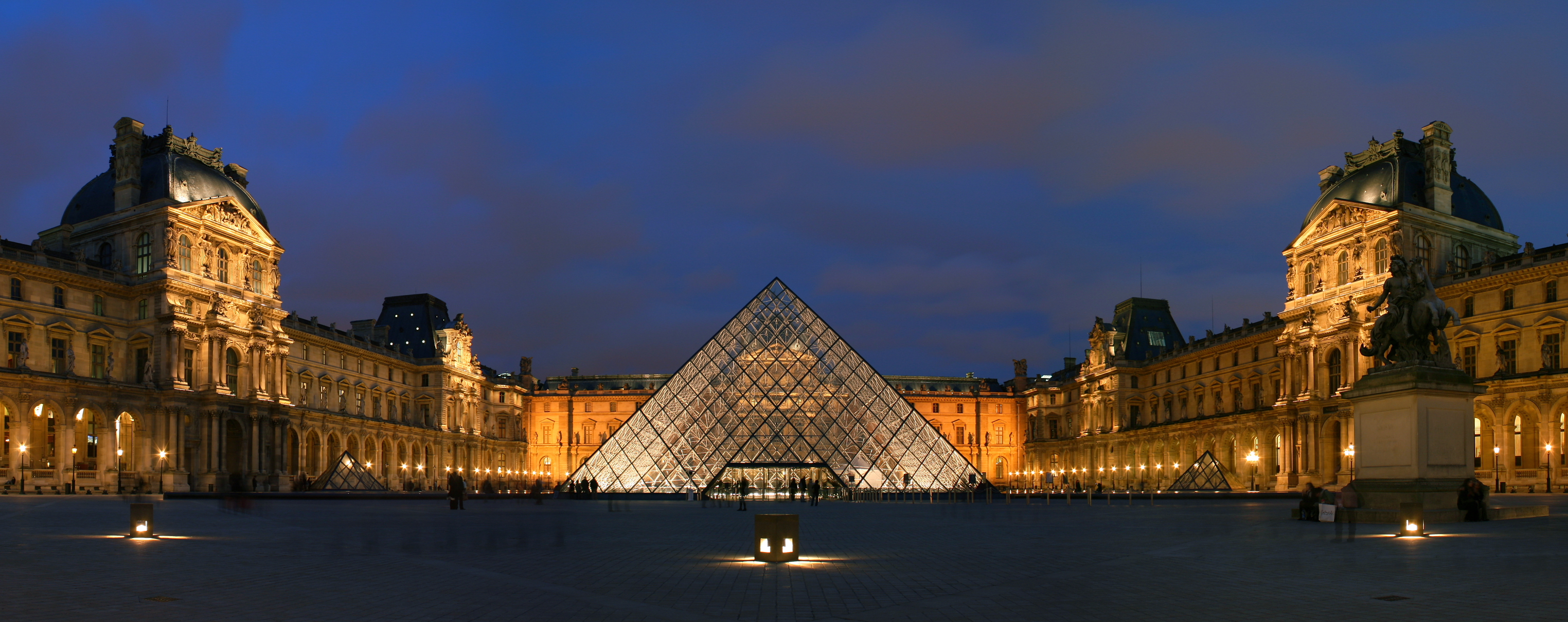
파리 루브르 박물관 전경

시민 혁명을 거치면서 박물관은 종래의 학자나 예술가 등 특정 계층을 위한 학술연구기관의 성격을 보였으며 나아가 대중에게 지식을 보급하기 위한 교육기관으로서의 역할도 담당하였다. 영국의 경우, 1845년 박물관령의 공포로 박물관이 비로소 공공기관의 모습을 갖췄으며,  슬론 경(Sir Hans Sloane)의 소장품을 기반으로 대영박물관이 1753년에 설립되었다. 프랑스의 경우, 혁명 이후 귀족의 전유물을 시민 전체의 것으로 돌려, 이를 국가의 문화유산으로 이해하여 민족의식을 고취시켰다고 한다. 프랑스 왕립정부는 1750년부터 룩셈부르크 왕궁을 국립 박물관으로 용도를 변경하여 일반 대중에게 공개하였으며 프랑스 혁명 이후 루브르 궁에 왕궁 소장품을 옮겨 루브르 박물관을 설립, 일반 대중에게 개방하였다. 이와 같은 왕립 박물관들은 후일 국립박물관으로 발전하였다. 이러한 박물관의 증가는 일반 대중의 사회 교육과 문화적 참여권의 확대에 기여하였다. 또한 박물관의 보편화와 대중화는 자본주의의 발달과 산업혁명에 따른 부의 축적, 대중의 출현과 밀접한 관련이 있다.
19세기에는 전문 박물관이 형성되었다. 19세기 이전의 박물관은 종합박물관의 성격을 지녔으나 과학의 진보로 수집품이 늘고 분류와 정리가 이루어지면서 전문 박물관이 설립되었다. 1799년 파리 이공학 박물관, 1807년 덴마크의 고고학 박물관이 그 예다. 19세기 박물관은 그 설립 목적이 신흥 도시의 힘을 과시하려는데 있었다. 이러한 박물관들은 건물이 대체로 화려하며 장식이 많다.
미국의 최초 대학박물관은 1805년에 설립한 펜실베이니아 예술원이라고 추정되며, 1876년 필라델피아의 미국 독립 100주년 기념 대박람회와 1851년 런던의 대박람회의 결과 뉴욕의 자연사 박물관, 메트로폴리탄 박물관, 보스턴 미술관이 설립되었다. 이 시기의 박물관은 일반 대중의 지식개발을 돕는 시민의 교육기관이라는 의미를 지니게 되었으며 기존에 있었던 소수의 특정계층을 위한 박물관의 이념은 '공공성'을 부각하며 대중 친화적인 박물관의 모습으로 변모하였다.

### 한국의 박물관

#### 삼국시대
수집과 보관의 기능을 중심으로 보면 백제 진사왕 7년(391년) 궁실을 중수하여 못을 파고 동산을 갖추어 진기한 짐승과 식물을 길렀다는 기록이 있다. 또한 경주의 안압지는 통일신라의 강력한 국력의 집약체로 풍부한 유물을 보유한 지하의 보고이다. 그 곳에 동물의 우리, 호랑이 뼈, 곰의 뼈, 조경석 등의 흔적이 있는 것으로 보아 동식물의 수집과 보관 역할을 했던 것으로 추정하고 있다. 

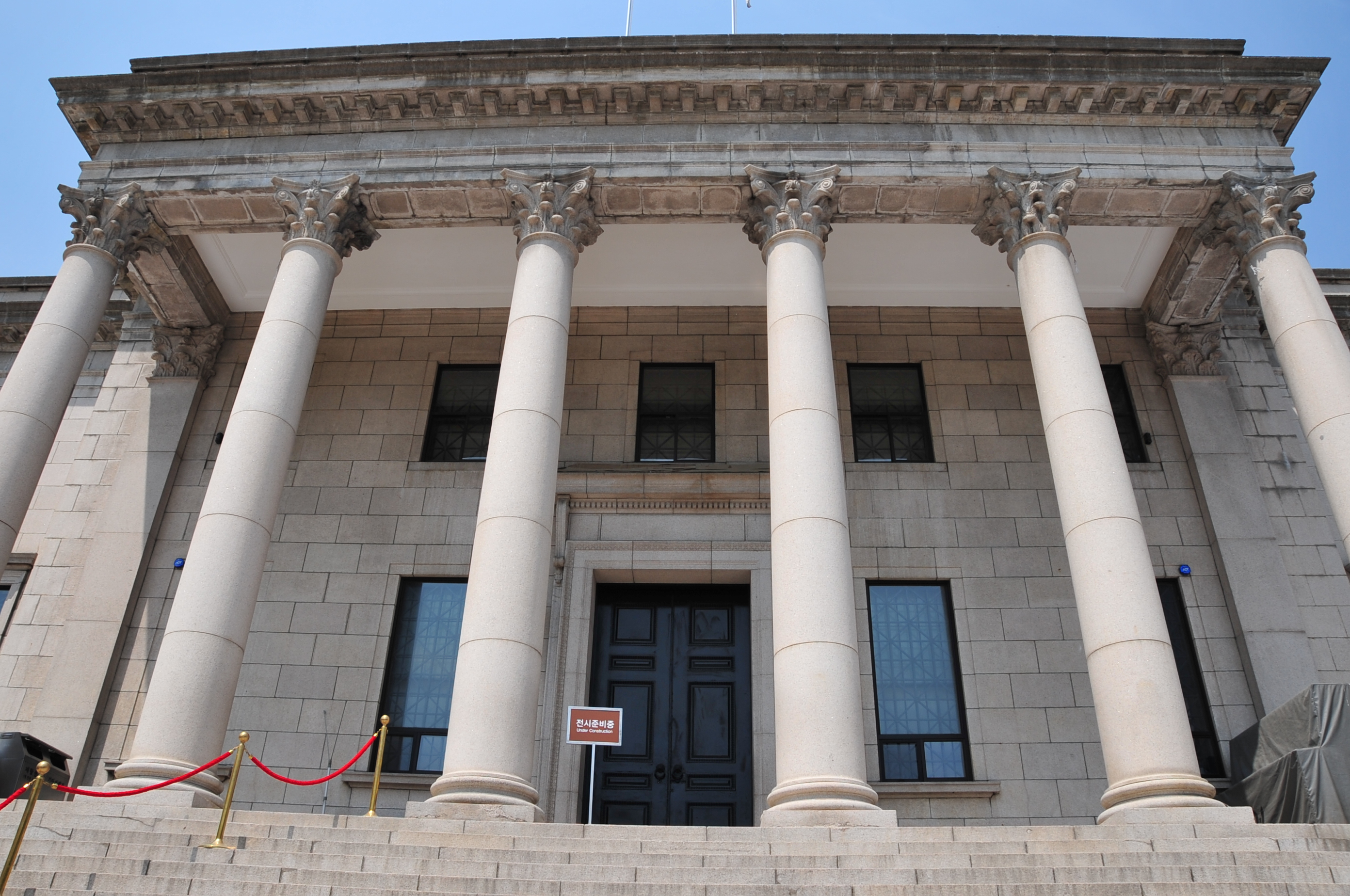
현재 덕수궁 석조전 모습

#### 근대박물관[5]
1908년 어원사무국을 설치하여 고려자기를 비롯한 물건들을 구입하기 시작하였다. 이왕가박물관은 근대적 의미의 우리나라 최초의 박물관으로 추정되며 1909년 창경궁이 일반에 공개되면서 동시에 박물관도 같이 공개되었다. 1909년 퇴위한 고종이 덕수궁에 고관 대작과 외국 사신들이 선물한 진귀한 물품들을 보관하기 위해 석조전을 건립하였다. 1938년 덕수궁이 공개되면서 석조전에 일본의 근대 미술을 진열, 상설 미술관으로 기능했으며 회화, 조각, 공예로 분류, 전시하였다.

#### 현대박물관[5]
1910년 '경주신라회'에서 출발하여 경주시 동부동 옛 객사 건물을 이용, 전시관을 개설한 것이 시작이다. 1921년 금관총의 발굴로 '금관고'를 만들어 보존과 전시를 했다. 1926년에 총독부 박물관의 분관으로 편입되었다. 부여에서는 1929년 '부여고적보존회'로 시작하여 1939년 역시 총독부 박물관의 분관이 되었다. 이후 국립중앙박물관과 국립민속박물관이 설립되었다. 1970년대 이후 국립, 시립, 도립 형태의 박물관과 사립박물관의 설립이 증가하였다.

## 4.역할

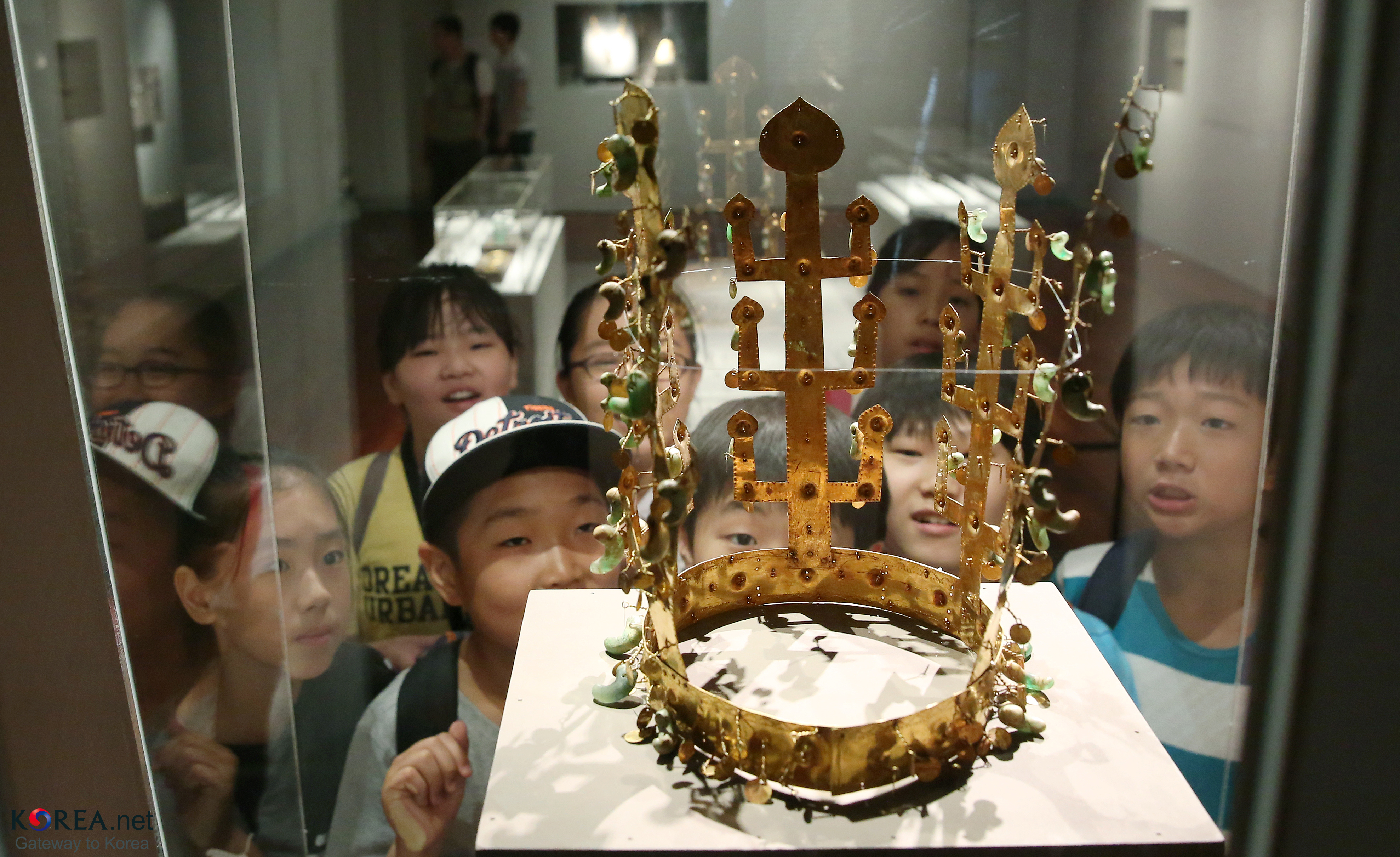

박물관의 역할은 다음과 같다.

### 1.사회, 문화적 역할
박물관은 인류문화와 자연에 대한 기록을 가능한 한 원형의 상태로 다음 세대에게 물려 줄 윤리적 책임이 있다. 대중들은 박물관에 전시된 소장품을 통해 그들의 정치, 경제, 사회, 문화 등 환경요인의 변화에 대한 정보를 습득하여 그들의 삶을 풍요롭게 해준다. 박물관은 그 사회를 반영하고 문화 앞에 사회적 불평등을 감속시키면서 일반 대중으로부터 존경받는 예술가와 손잡고 획일 되거나 공적 가치가 부여된 것이 아닌 문화의 다양성을 이해시키는 구실을 한다. 또한 문화의 요지로서 후원자 그룹, 자원봉사자, 프로젝트 등과 같은 다양한 방식을 통해 지역 공동체가 박물관 업무에 실제적으로 참여할 수 있는 기회를 제공하고, 비공식교육기관으로서 정규적인 교육기관이 각종 문화 행사와 활동이 용이하도록 박물관의 시설과 공간을 제공할 수 있다. 지역 공동체에 유용한 정보를 제공해주는 문화 관련 프로그램을 개발하여 실행할 수 있으며 도서관, 극장 과 같은 문화공간을 문화의 하부 구조로 발전시킬 수 있는 기반을 형성할 수 있다.

### 2.경제적 역할
현재 박물관은 관광사업의 컨텐츠 중 하나로서 지역 경제를 회생시키는데 큰 역할을 한다.

### 3.정치적 역할
일반 대중의 자긍심과 국가적, 문화적 정체성을 고양하고 전통적 문화 가치를 함양할 수 있다.

## 같이 보기
- 국제 박물관의 날
- 대한민국의 박물관과 미술관 목록
- 국립중앙박물관
- 미술관

### 주해
1. ↑  여기서는 '실물'로서의 확실성을 보장하는 것이다.
2. ↑  박물관 유물을 이해하는데 필요한 정보를 의미하는 것으로서 유물의 과거역사, 취득 과정, 사요엥 관련된 모든 정보가 여기에 포함된다.
3. ↑  유물을 수집하는 과정을 의미한다.
4. ↑  기록을 보관, 유지하는 것이다.
5. ↑  복원, 보수와 안전 대책을 포함한다.
6. ↑  박물관 소장품을 대표하는 유물들을 볼 수 있다는 관람객의 기대를 확인시키는 방법이다.
7. ↑  여기서는 장기적인 목적을 가지고 공적으로 설립된 단체를 뜻한다.

### 참고자료 및 출처
1. ↑  Frequently Asked Questions 보관됨 2017-08-21 - 웨이백 머신 - The World Museum Community
2. ↑  이보아, 박물관의 정의 (2000년 12월 10일). 《박물관학 개론》. 김영사.
3. ↑  국제박물관 협회의 초대 관장 조르주 앙리 리비에르의 박물관에 대한 정의
4. ↑  이보아, 박물관의 유형 (2000년 12월 10일). 《박물관학 개론》. 김영사.
5. 1 2 3 4 5 6 7 8 9 10 11  이보아, 박물관의 형성과 발전 (2000년 12월 10일). 《박물관학 개론》. 김영사.
6. 1 2 3 4  최종호, 서원주 외 12명, 서구의 박물관 교육의 역사 (2010년 9월 30일). 《한국박물관교육학》. 문음사.
7. ↑  이보아, 비영리기관으로서의 박물관의 특성과 역할 (2000년 12월 10일). 《박물관학 개론》. 김영사.